# Agnes Baltsa
Agnes Baltsa (Grieks: Αγνή Μπάλτσα) (Lefkada, 19 november 1944) is een Griekse mezzosopraan.
Ze begon piano te spelen op de leeftijd van zes, voordat zij in 1958 naar Athene ging om zich te richten op het zingen. Ze studeerde af aan het Griekse Nationaal Conservatorium in 1965 en reisde daarna naar München in het kader van een Maria Callas-beurs.
Baltsa maakte haar debuut in een opera in 1968 als Cherubino in Le Nozze di Figaro aan de Opera van Frankfurt, waarna zij verscheen als Octavian in Der Rosenkavalier bij de Wiener Staatsoper in 1970. Onder leiding van Herbert von Karajan werd ze al snel een vast gezicht bij de prestigieuze Salzburger Festspiele. Zij werd Kammersängerin van de Wiener Staatsoper in 1980.
Haar bekendste rol is die van Carmen en de gelijknamige opera Carmen van Georges Bizet, die ze een aantal keren heeft gezongen met José Carreras. Ze heeft ook onder meer de volgende werken gezongen:
- van Mozart: Così fan tutte, Idamante in Idomeneo
- van Rossini: Il barbiere di Siviglia, La Cenerentola en L'italiana in Algeri
- van Mascagni: Cavalleria Rusticana
- van Verdi: Aida, La forza del destino, Il trovatore en Don Carlos
- van Bellini: I Capuleti e i Montecchi
- van Donizetti: Il Campanello en Maria Stuarda

Ze werkte voorts mee aan de Duitse film Duett uit 1992, waarin zij een operazangeres speelde.